# Номинация (лингвистика)
Номина́ция (лат. nominatio — называние, именование) в лингвистике — образование языковых единиц для называния фрагментов действительности в ходе формирования понятий.
В теории референции к номинации относятся динамические аспекты актов наименования, противопоставляется семантике.
Номинацией также называется общий круг проблем, связанных с номинативным аспектом словообразования, фразеологии, полисемии.

## Предмет
Теория номинации — особая лингвистическая дисциплина, изучающая и описывающая общие закономерности формирования языковых единиц, взаимодействие мышления, языка и реальности в этих процессах, роль прагматики в выборе признаков, лежащих в основе номинации. Она также исследует языковые техники номинации, включая акты, средства и способы, а также разрабатывает типологию номинации и описывает её коммуникативно-функциональные механизмы и т. д.
Различают ономасиологический и семасиологический подходы. В ономасиологическом подходе основное внимание уделяется связи между реальностью (денотацией) и смыслом (сигнификатом). В семасиологическом подходе смысл имени рассматривается как способ выделения и названия реальности (или класса реальностей, денотатов).

## Структура и функции
Номинация описывается через трёхчленное отношение, которое включает в себя «реалию», «понятие» и «имя» («семантический треугольник»).
1. Реалия: выступает как денотат имени, представляет собой совокупность свойств, определенных в актах номинации у всех объектов, обозначаемых данным именем.
2. Понятие: включает в себя категориально-языковые признаки и является сигнификатом (смыслом) имени. Может также включать экспрессивные признаки.
3. Имя: осознаётся как последовательность звуков, структурированных в соответствии с организацией данного языкового кода.

Соотношение сигнификата имени и денотата создаёт базовую структуру номинации, которая универсальна для естественных языков.
Функции номинации:
1. Идентификационная функция: идентификации элементов действительности или сообщения об их признаках. Это относится к именам «естественных родов» (объектов, живых существ, артефактов) и именам признаков (качеств, состояний, процессов).
2. Предикативная функция: сообщение о свойствах субстанции. Это относится к именам, называющим субстанциональные или абстрактные свойства, такие как качества, состояния, процессы, а также абстрактные понятия.
3. Дейксическая, строевая и служебная функции: обозначение временных, причинно-следственных, условных и т. п. отношений, а также строевых и служебных средств.

В зависимости от степени отвлечённости от субстанциональных свойств, степень абстрактности номинации может варьироваться.

## Средства
1. Словообразование: регулярный метод создания новых слов и их значений.
2. Синтаксическая транспозиция: использование морфологических средств для указания на изменение синтаксической функции при сохранении лексического значения (например, «ученик», «учиться», «учёба»).
3. Семантическая транспозиция: процесс, при котором не меняется внешний вид переосмысливаемой единицы, в результате чего формируются многозначные слова и фразеологизмы различных типов.[1]

## Семантические типы

### Первичная и вторичная номинация
Первичная номинация — это процесс создания новых имен для обозначения объектов, событий или концепций в языке. Это сравнительно редкое явление в современных языках, поскольку большая часть номинативного инвентаря пополняется заимствованиями и вторичной номинацией. Примерами первичных номинаций могут служить слова, такие как «море», «пить», «моргать», которые воспринимаются носителями языка как первообразные. В основном их производность может быть определена только через этимологический или исторический анализ.
Вторичная номинация, в свою очередь, это процесс использования уже существующих языковых единиц для обозначения новых понятий. Это может включать морфологическую или смысловую производность. Результаты вторичной номинации обычно воспринимаются как производные. Способы вторичной номинации могут варьироваться в зависимости от используемых языковых средств и характера соотношения между именем и реальностью.

### Автономная и неавтономная номинация
Автономная (прямая) номинация вторично определяет значения слов, которые могут самостоятельно указывать на реальность. В этом случае, слова используются в зависимости от их присущего значения, которое называется свободным. Например, слово «кожа» может обозначать «наружный покров тела» и «оболочку плодов».
Неавтономная (косвенная) номинация отличается тем, что новое значение слова формируется с использованием комбинаторных техник языка и всегда соотносится с обозначаемым косвенно. Это значит, что слово приобретает новое значение только в определённых комбинациях с другими словами, которые служат семантической опорой. Например, «твёрдый» может означать «непоколебимый», но только в сочетании со словами как «характер» или «воля». Выбор слов с таким значением зависит от выбора семантически ключевых слов.